# فرودگاه رنتچلر فیلد
 فرودگاه رنتچلر فیلد (به انگلیسی: Rentschler Field (airport)) یک فرودگاه نظامی است . این فرودگاه در کشور ایالات متحده آمریکا قرار دارد و در ارتفاع ۱۵ متری از سطح دریا واقع شده است.